# 권설경
권설경(1982년 ~)은 대한민국의 탈북 트로트 가수다.

## 방송
- 트로트의 민족 (2020) - Top48(46위)

## 음반
- 바람아 (2020)

## 수상
- 평양 콩쿨대회 1위